# Shenanigans (film)
Pour plus de détails, voir Fiche technique et Distribution.
Shenanigans est un film de Salem Kedy sorti en 2019 au Cameroun. Cette œuvre cinématographique met en avant les défis que rencontrent les acteurs en terre camerounaise. Shenanigans signifie "manigances".

## Synopsis
Arrivée de l’Afrique du Sud, l’actrice Jenifer Manzoula (Mélanie Ngoga) est la plus en vue pour le premier rôle d’un film sur le sol camerounais. Elle sera mise en compétition avec Coralie Bouma (Muriel Blanche), une star locale montante du cinéma camerounais qui veut absolument participer au prochain film de Stive Yankan (Éric Blandin Djeumi),. Cette dernière ne satisfait pas les jurys pendant les castings. Elle mettra donc tous les moyens en œuvre pour décrocher ce premier rôle. 

## Accueil du public
Ce film est apprécié à Douala Bercy et rehausse ainsi la valeur et le dynamisme du cinéma camerounais le réconciliant avec son public. La distribution du film constituée d'artistes en vue est un avantage pour la maison de production,. Le marketing fait sur les réseaux sociaux a renforcé l'intérêt du public pour ce film.

## Fiche technique
- Réalisateur: Salem Kedy
- Pays de production:  Cameroun
- Année: 2019
- Genre: Drame
- Durée: 1h15

## Distribution
- Muriel Leumeni
- Mélanie Ngoga
- Eric Blandin Ndjeumin
- Hervé Nguetchouang
- Serge Belang
- Thierry Claude Mbouck
- Doly Dorcas Tsague
- Noëlle Kenmoe